# Galena

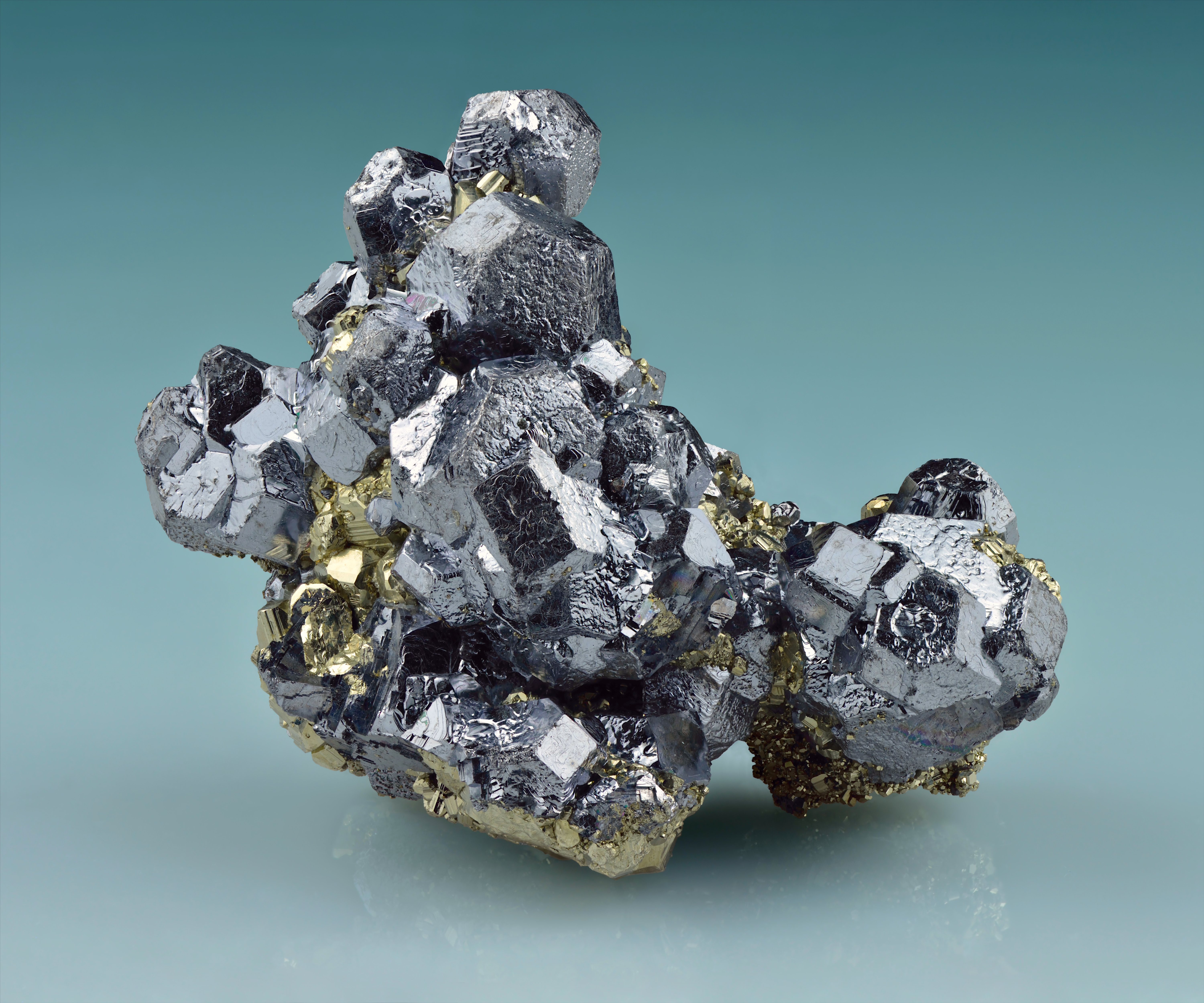
Galena

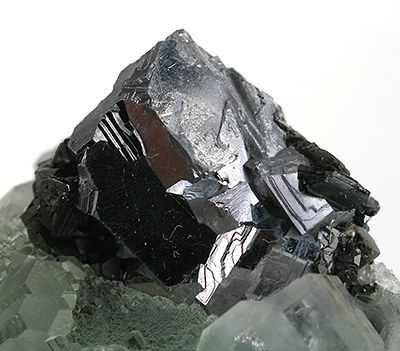
Galena

Galena é um mineral composto de sulfeto de chumbo (II), e o mais importante dos minérios do chumbo e praticamente o único. Cristaliza no sistema cúbico, quase sempre em octaedros. Tem cor de chumbo, com um brilho metálico intenso e densidade 7,5. É geralmente encontrada em companhia de quartzo, esfalerita e fluorita. Serve para extração também de prata, pois geralmente contém este metal. Fórmula química: PbS. A galena é um semicondutor e foi utilizado na confecção de diodos detectores antes da popularização do uso de dispositívos de germânio ou silício. É bastante conhecida entre os aficionados em eletrônica por propiciar a confecção de um rudimentar receptor de rádio que não utiliza qualquer tipo de fonte de energia externa para funcionar, o rádio de galena.

## Características Físicas
| Grupo Principal       | Não-Silicato             |
| Subgrupo              | Sulfetos                 |
| Composição Química    | PbS                      |
| Classif. quanto a cor | Idiocromático            |
| Brilho                | Metálico                 |
| Clivagem              | Cúbica, perfeita(3d=90º) |
| Fratura               | -                        |
| Traço                 | Cinza-escuro a preto     |
| Dureza                | 2 ½                      |
| Densidade             | 8,9                      |
| Transparência         | Opaco                    |

## Aplicações
Galena é o minério primário de chumbo que é utilizado, principalmente, na fabricação de baterias de chumbo-ácido. No entanto, quantidades significativas são também usadas para fazer folhas de chumbo e de tiro. Galena é muitas vezes minado por seu conteúdo de prata (por exemplo, a Mina de Galena, no norte de Idaho).
Galena é um semicondutor com uma pequena banda proibida de cerca de 0,4 eV, que encontraram uso nos primeiros sistemas de comunicação sem fio. Por exemplo, foi utilizado como o cristal em aparelhos de rádio de cristal, em que foi utilizado como um díodo de ponto de contacto para detectar os sinais de rádio. O cristal de galena foi utilizado com um alfinete de segurança ou fio cortante similar, que era conhecido como o "bigode de gato". Fazendo tais conjuntos sem fio era um hobby casa popular na Grã-Bretanha e outros países europeus durante os anos 1930.